# Dendrobium balzerianum
Dendrobium balzerianum là một loài thực vật có hoa trong họ Lan. Loài này được Fessel & Lückel mô tả khoa học đầu tiên năm 1997.